# Vyšší odborná škola, Střední průmyslová škola a Obchodní akademie Čáslav
Vyšší odborná škola, Střední průmyslová škola a Obchodní akademie, Čáslav, Přemysla Otakara II. 938 (zkráceně VOŠ, SPŠ a OA Čáslav) je veřejná škola, která poskytuje úplné střední odborné vzdělání a vyšší odborné vzdělání.

## Střední průmyslová škola a Obchodní akademie
Střední průmyslová škola a Obchodní akademie poskytuje úplné střední odborné vzdělání v denní formě studia. Studium je určeno pro absolventy základních škol a je zakončeno maturitní zkouškou.

### Čtyřleté studium - aktuální obory
| Studijní obor                | Zaměření                                                   | Poznámka                       |
| ---------------------------- | ---------------------------------------------------------- | ------------------------------ |
| 23-41-M/01 Strojírenství     | 3D modelování Auto Moto CNC programování Robotika          | pro absolventy základních škol |
| 78-42-M/02 Ekonomické lyceum | Ekonomické lyceum                                          | pro absolventy základních škol |
| 63-41-M/02 Obchodní akademie | Účetnictví a finance podniku Logistika Business in English | pro absolventy základních škol |

### Bývalé obory
| Studijní obor               | Zaměření          | Poznámka                       |
| --------------------------- | ----------------- | ------------------------------ |
| 78-42-M/01 Technické lyceum | Průmyslový design | pro absolventy základních škol |
| 23-41-M/01 Strojírenství    | Slévárenství      | pro absolventy základních škol |

## Vyšší odborná škola
Vyšší odborná škola nabízí tříleté studium denní i kombinované formy pro absolventy středních škol a gymnázií.
Studium je zakončeno absolutoriem a absolvent získá titul diplomovaný specialista (DiS.).

### Diplomované obory
| Vzdělávací obor                         | Vzdělávací program                          | Zaměření   | Specializace                 | Forma studia        |
| --------------------------------------- | ------------------------------------------- | ---------- | ---------------------------- | ------------------- |
| 39-41-N/.. Technický interdisciplinární | 39-41-N/02 Výrobní a řídící systémy podniku | ekonomické | Management a personalistika  | denní i kombinovaná |
| 39-41-N/.. Technický interdisciplinární | 39-41-N/02 Výrobní a řídící systémy podniku | ekonomické | Účetnictví a finance podniku | denní               |
| 39-41-N/.. Technický interdisciplinární | 39-41-N/02 Výrobní a řídící systémy podniku | technické  | Řízení jakosti a metrologie  | denní i kombinovaná |
| 39-41-N/.. Technický interdisciplinární | 39-41-N/02 Výrobní a řídící systémy podniku | technické  | Údržba a servis techniky     | denní               |

Některé soukromé i veřejné vysoké školy umožňují zkrácenou délku bakalářského studia (na 1 rok) nebo uznání některých předmětů. Jsou to například:
- Vysoká škola obchodní v Praze
- Univerzita Jana Amose Komenského Praha
- Metropolitní univerzita Praha